# Synchaeta fennica
Synchaeta fennica är en hjuldjursart som beskrevs av Rousselet 1909. Synchaeta fennica ingår i släktet Synchaeta och familjen Synchaetidae. Arten är reproducerande i Sverige. Inga underarter finns listade i Catalogue of Life.